# Turniej o Złoty Kask 2015
Turniej o Złoty Kask 2015 – 55. edycja turnieju, corocznie organizowanego przez PZMot. Rozegrano trzy turnieje eliminacyjne oraz finał, który odbył się 14 kwietnia 2015 roku w Lesznie oraz zwyciężył Przemysław Pawlicki. Turniej był także finałem eliminacji do Grand Prix 2016 oraz eliminacji do indywidualnych mistrzostw Europy 2016.

## Wyniki
- Leszno, 14 kwietnia 2015
- Sędzia: Paweł Słupski
- NCD: Piotr Protasiewicz – 65,69 w wyścigu 6 i 11

| Msc. | Zawodnik            | Klub         | Pkt  |             |  |
| ---- | ------------------- | ------------ | ---- | ----------- |  |
| 1    | Przemysław Pawlicki | Leszno       | 14   | (3,3,2,3,3) |  |
| 2    | Mirosław Jabłoński  | Rzeszów      | 13   | (3,1,3,3,3) |  |
| 3    | Piotr Pawlicki      | Leszno       | 12   | (2,3,1,3,3) |  |
| 4    | Karol Baran         | Rzeszów      | 10+3 | (2,3,3,2,w) |  |
| 5    | Piotr Protasiewicz  | Zielona Góra | 10+2 | (3,3,3,0,1) |  |
| 6    | Tomasz Jędrzejak    | Wrocław      | 10+d | (3,2,d,2,3) |  |
| 7    | Michał Szczepaniak  | Ostrów Wlkp. | 9    | (0,1,3,3,2) |  |
| 8    | Damian Baliński     | Rybnik       | 9    | (2,1,2,2,2) |  |
| 9    | Norbert Kościuch    | Gniezno      | 6    | (1,0,2,1,2) |  |
| 10   | Bartosz Zmarzlik    | Gorzów Wlkp. | 6    | (w,1,2,2,1) |  |
| 11   | Krystian Pieszczek  | Zielona Góra | 6    | (1,2,1,1,1) |  |
| 12   | Daniel Jeleniewski  | Grudziądz    | 4    | (d,2,d,1,1) |  |
| 13   | Krzysztof Jabłoński | Zielona Góra | 3    | (0,0,1,0,2) |  |
| 14   | Tobiasz Musielak    | Leszno       | 3    | (1,2,d,0,d) |  |
| 15   | Dawid Lampart       | Rzeszów      | 3    | (1,0,1,1,w) |  |
| 16   | Sebastian Ułamek    | Rybnik       | 2    | (2,0,d,0,w) |  |

Bieg po biegu
1. [67,37] Jędrzejak, Baran, Lampart, Zmarzlik (w/2min)
2. [66,96] Prz. Pawlicki, Ułamek, Pieszczek, K. Jabłoński
3. [67,19] M. Jabłoński, Baliński, Kościuch, Szczepaniak
4. [66,12] Protasiewicz, Pi. Pawlicki, Musielak, Jeleniewski (d/start)
5. [66,66] Prz. Pawlicki, Jeleniewski, Zmarzlik, Kościuch
6. [65,69] Protasiewicz, Jędrzejak, Baliński, K. Jabłoński
7. [66,34] Pi. Pawlicki, Pieszczek, Szczepaniak, Lampart
8. [66,63] Baran, Musielak, M. Jabłoński, Ułamek
9. [67,19] Szczepaniak, Zmarzlik, K. Jabłoński, Musielak (d/1)
10. [66,78] M. Jabłoński, Prz. Pawlicki, Pi. Pawlicki, Jędrzejak (d/4)
11. [65,69] Protasiewicz, Kościuch, Lampart, Ułamek (d/4)
12. [66,53] Baran, Baliński, Pieszczek, Jeleniewski (d/start)
13. [67,19] M. Jabłoński, Zmarzlik, Pieszczek, Protasiewicz
14. [66,75] Szczepaniak, Jędrzejak, Jeleniewski, Ułamek
15. [66,44] Prz. Pawlicki, Baliński, Lampart, Musielak
16. [65,96] Pi. Pawlicki, Baran, Kościuch, K. Jabłoński
17. [66,43] Pi. Pawlicki, Baliński, Zmarzlik, Ułamek (w/2min)
18. [67,34] Jędrzejak, Kościuch, Pieszczek, Musielak (d/3)
19. [68,47] M. Jabłoński, K. Jabłoński, Jeleniewski, Lampart (w/2min)
20. [67,03] Prz. Pawlicki, Szczepaniak, Protasiewicz, Baran (u/w)

### Bieg dodatkowy
1. [67,94] Baran, Protasiewicz, Jędrzejak (d/2)